# Kronblom kommer till stan
Kronblom kommer till stan är en svensk komedifilm från 1949 baserad på Elov Perssons tecknade serie Kronblom.

## Handling
Kronblom åker till Stockholm och börjar driva ett café.

## Om filmen
Filmen spelades in 1949 i Imago-ateljéerna i Stocksund. Exteriörerna är filmade i Norrbro, riksdagshuset och Norr Mälarstrand.
Filmen har även visats på TV3.

## Rollista
Källa: 
- Ludde Gentzel - Kronblom
- Dagmar Ebbesen - Malin, hans hustru
- Julia Cæsar - fru Edla Frid, Kronbloms svärmor
- Harry Ahlin - patron Pontus Rovlund
- Siegfried Fischer - fjärdingsman Linus Pettersson
- Alf Östlund - diversehandlare Emanuel Nilsson
- Georg Skarstedt - skräddare Hampus Pil
- Margit Andelius - fru Viktoria Andersson, ordförande i Vinkelboda Sy- och Sångförening
- Hanny Schedin - Saga Runa, lärarinna
- Rune Stylander - advokat Gabriel Oscarsson
- John Norrman - Fredrik
- Wiktor "Kulörten" Andersson - direktör Näslund, spekulant på fru Frids kafé i Stockholm
- Curt "Minimal" Åström - fotografen från Vinkelboda-Posten
- Lars Lennartsson - förste kaféägaren
- Helga Brofeldt - fru Jönsson, kund i diversehandeln
- Nils Johannisson - tjänsteman på länsarbetsnämnden
- Carl Andersson - trädgårdsarbetare
- Millan Olsson - kund i diversehandeln och medlem i syföreningen
- Uno Larsson - hennes man
- Nils Hultgren - riksdagsmannen
- Gertrud Bodlund - ägare av Försäljningsbyrån
- Carl-Harald - slaktaren, fru Frids fordringsägare
- Arne Källerud - civilklädd polis
- Gösta Grip - civilklädd polis
- Stig Johanson - vaktmästare på Allmänna kommissionen
- Olle Ek - byråchef på Allmänna kommissionen
- Gustaf Hiort af Ornäs - tillståndssökande på Allmänna kommissionen
- David Erikson - man från Allmänna Kommunala Restauranger
- Jan Erik Lindqvist - hans kollega
- John Melin - hemmansägare Andersson, Viktoria Anderssons make
- Gustaf V, kung av Sverige - som sig själv
- Gustaf Adolf, kronprins i Sverige - som sig själv

## Musik i filmen
Källa: 
- Vals (okänd titel), musik Jules Sylvain, instrumental
- Ja, må han leva!, sång Julia Cæsar, Margit Andelius, Hanny Schedin, Harry Ahlin, Alf Östlund, Siegfried Fischer, Georg Skarstedt, Rune Stylander
- Kovan kommer, kovan går, instrumental
- Tack för de orden ändå, musik Hugo Bolander, text Sven Lantz, sång Ludde Gentzel, Dagmar Ebbesen
- Militär marsch nr 1, musik Gunnar Johansson, instrumental
- Kungliga Svea Livgardes paradmarsch, musik Wilhelm Körner, instrumental
- Sparvisan, musik Hugo Bolander, text Sven Lantz, sång Ludde Gentzel
- Var alltid glad, musik Hugo Bolander, text Harry Iseborg, sång Dagmar Ebbesen, Ludde Gentzel, Julia Cæsar
- Älvsborgsvisan, text August Wilhelm Thorsson, sång Ludde Gentzel

## DVD
Filmen gavs ut på DVD 2017, i samlingsboxen "Den stora serieboxen".